# Michele Arditi
Pour les articles homonymes, voir Arditi.
Michele Arditi, marquis de Castelvetere, né le 12 septembre 1746 à Presicce et mort le 23 avril 1836 à Naples, est un avocat et un archéologue du Royaume de Naples.
Avocat, amateur d'art, dessinateur, compositeur et archéologique, il est le premier directeur du musée archéologique national de Naples et dirige les fouilles à Pompéi, Herculanum et d'autres sites voisins.

## Biographie
Michele Arditi naît à Presicce le 12 septembre 1746 de parents nobles.
Poursuivant des études de droit à Naples, il se distingue par la publication, à l'âge de 21 ans, d'une dissertation latine De obligatione pupilli. sine tutoris auctoritate contrahentis. Esprit ouvert, il étudie parallèlement l'archéologie. C'est également un musicien qui compose, jusqu'à un âge avancé de courtes œuvre sacrées ou profanes.
En 1797, il achète le fief de Castelvetere et obtient la même année le titre de marquis
Il se retire à Presicce entre 1799 et 1801 pendant la campagne militaire menée en Italie par l'armée française. Revenu à Naples, il est confirmé dans ses fonctions en 1807. Nommé surintendant des fouilles du royaume de Naples et premier directeur du musée archéologique de cette ville par Joseph Bonaparte et Joachim Murat, il organise des fouilles à Pompéi et Herculanum, sur le site archéologique de Baies et à Paestum. En 1817, il est nommé directeur général de tous les dépôts archéologiques, littéraires et artistiques. De cette date jusqu'à sa mort, il mène de front organisation de fouilles archéologiques, inventaire et conservation du matériel du musée, quelle qu'en soit sa nature, préparation d'un histoire littéraire et politique de la période aragonaise et illustration des publications de l'académie pontanienne dont il est président en 1834 (mandat annuel).
Michele Arditi meurt à Naples le 23 avril 1836. Il est inhumé dans l'église San Ferdinando ; son tombeau a été sculpté avant sa mort par son ami Antonio Canova.

## Publications
Dans son ouvrage La corografia fisica e storica della provincia di terra d'Otranto, Giacomo Arditi, neveu de Michele, donne une liste des publications de son oncle.

## Distinctions
Huit ordres honorifiques, dans le royaume de Naples ou à l'étranger, ont décoré Michele Arditi :
- Ordre royal de François Ier (commandeur) ;
- Ordre de l'Aigle rouge (commandeur) ;
- Ordre souverain militaire et hospitalier de Saint-Jean de Jérusalem, de Rhodes et de Malte (chevalier) ;
- Ordine costantiniano di San Giorgio (chevalier) ;
- Ordre de la Couronne de fer (chevalier) ;
- Ordre de Dannebrog (chevalier) ;
- Ordre de l'Hermine ;
- Ordine Auretao.